# Sigval Schmidt-Nielsen

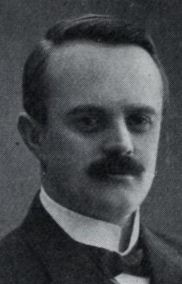
Sigval Schmidt-Nielsen.

Sigval Schmidt-Nielsen, född 17 november 1877 i Røros, död 25 maj 1956 i Trondheim, var en norsk kemist.
Schmidt-Nielsen utexaminerades från Trondheims tekniska läroanstalt 1897, blev filosofie doktor i Basel 1901 och fortsatte från 1902 sina kemiska och näringsfysiologiska studier under professor Olof Hammarsten i Uppsala. Han var 1904–1907 docent vid Stockholms högskola, varefter han anställdes vid Kristiania universitet som assistent i fysiologi och som kemist vid norska Medicinalstyrelsen. Åren 1913–1945 var Schmidt-Nielsen professor i teknisk-organisk kemi och näringsmedelskemi vid Tekniska högskolan i Trondheim. Han var ledamot av många internationella kommissioner för behandling av olika spörsmål, särskilt rörande näringsmedlen. 
Schmidt-Nielsen publicerade en stor mängd avhandlingar i näringsmedelskemi, fysiologi och hygien. Åtskilliga av dessa utarbetade han tillsammans med sin hustru Signe Torborg Schmidt-Nielsen, född Sturzen-Becker, född 1 december 1878 i Stockholm, filosofie doktor 1907 i Uppsala, gift samma år, död 2 oktober 1959. Han var hedersdoktor vid universiteten i Uppsala och Lund, ledamot av Det Kongelige Norske Videnskabers Selskab, Det Norske Videnskaps-Akademi och utländsk ledamot av flera svenska lärda sällskap, bland annat Lantbruksakademien (1920), Vetenskapsakademien (1922) och  Ingenjörsvetenskapsakademien (1933).